# Iosif Banc

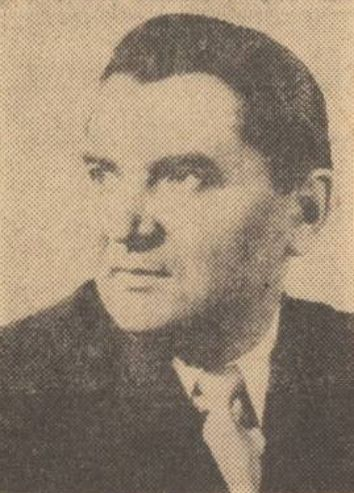
Iosif Banc

Iosif Banc (* 3. März 1921 in Aluniș, Kreis Mureș; † 26. Januar 2007) war ein rumänischer Politiker der Rumänischen Kommunistischen Partei PMR (Partidul Muncitoresc Român) und ab 1965 PCR (Partidul Comunist Român), der unter anderem zwischen 1965 und 1972 Vize-Ministerpräsident, von 1972 bis 1973 sowie erneut 1979 bis 1989 Mitglied des Sekretariats des Zentralkomitees (ZK) der PCR und zugleich von 1979 bis 1989 Mitglied des Politischen Exekutivkomitees des ZK der PCR war.

## Leben

### Waldarbeiter, Zweiter Weltkrieg und Parteifunktionär
Banc war nach dem Schulbesuch von 1936 bis 1942 als Waldarbeiter in verschiedenen forstwirtschaftlichen Betrieben im Mureștal tätig und trat anschließend während des Zweiten Weltkrieges 1942 seinen Militärdienst im Luftabwehr-Artillerieregiment Nr. 4 in Brașov, dem er bis 1945 angehörte.
Nach Kriegsende arbeitete er bis 1948 als Landarbeiter und trat 1947 der damaligen Kommunistischen Partei PCR (Partidul Comunist din România) als Mitglied bei. 1948 wurde er zunächst Sekretär des Stadtparteikomitees in Deda sowie anschließend nacheinander Verantwortlicher für Organisation, Instrukteur und Vizesekretär des Parteikomitees im Kreis Mureș. Zwischenzeitlich absolvierte er auch ein Studium der Wirtschaftswissenschaften an der Akademie für wirtschaftliche Studien.
Während seiner Tätigkeit als Instrukteur beim ZK der PMR von 1950 bis 1953 absolvierte Banc gleichzeitig zwischen 1951 und 1952 ein Studium an der Parteiuniversität „Ștefan Gheorghiu“ und war anschließend von 1953 bis 1958 Erster Sekretär des Parteikomitees von Oradea. Auf dem siebten Parteitag der PMR vom 23. bis 28. Dezember 1955 wurde er zum Kandidaten des ZK der PMR gewählt.

### Abgeordneter und ZK-Mitglied
1957 wurde er erstmals Mitglied der Großen Nationalversammlung (Marea Adunare Națională) und gehörte dieser bis 1989 an. Er vertrat dort zunächst bis 1961 den Wahlkreis Ștei, danach den Wahlkreis Nr. 3 Cluj sowie von 1965 bis 1969 den Wahlkreis Nr. 16 Târnăveni. Im Anschluss war er von 1969 bis 1975 Mitglied der Großen Nationalversammlung für den Wahlkreis Nr. 1 Târgu Mureș-Est, danach Vertreter des Wahlkreises Nr. 1 Târgu Mureș sowie zwischen 1980 und 1985 des Wahlkreises Nr. 2 Satu Mare-Nord, ehe er schließlich von 1985 bis 1989 den Wahlkreis Buzău-Est in der Großen Nationalversammlung vertrat.
Banc absolvierte zwischen 1958 und 1961 ein dreijähriges Studium an der Parteihochschule der KPdSU „Wladimir Iljitsch Lenin“. Er wurde während dieser Zeit auf dem achten Parteitag der PMR vom 20. bis 26. Juni 1960 Mitglied des ZK der PMR gewählt und gehörte diesem Gremium bis zum 24. November 1989 an. Nach seiner Rückkehr nach Rumänien wurde er am 7. Juli 1961 als Nachfolger des Ungarn Ludovic Csupor Erster Sekretär des Parteikomitees von Mureș sowie zugleich der 1952 in der Ära Gheorghiu-Dej im Szeklerland eingerichteten Ungarischen Autonomen Region (Regiunea Autonoma Maghiara). Diese Funktion bekleidete er bis zum 21. August 1965.

### Vize-Ministerpräsident und ZK-Sekretär
Banc wurde auf dem neunten Parteitag der PCR vom 19. bis 24. Juli 1965 zum Kandidaten des Exekutivkomitees des ZK gewählt und verblieb in dieser Funktion bis zum 28. November 1974.
Kurz darauf wurde er am 21. August 1965 auch Vizepräsident des Ministerrates in der Regierung von Ministerpräsident Ion Gheorghe Maurer und bekleidete diese Funktion bis zum 24. April 1972. Gleichzeitig fungierte er vom 26. Januar 1971 bis zum 24. April 1972 auch als Minister für Landwirtschaft, Nahrungsmittelindustrie, Forst- und Wasserwirtschaft (Ministru al Agriculturii, Industriei Alimentare, Silviculturii și Apelor).
Am 25. Juli 1972 wurde Banc erstmals Mitglied des Sekretariats des ZK der PCR und gehörte diesem bis zum 19. Juni 1973 an. Er übernahm am 19. April 1973 die Funktion als Erster Sekretär des Parteikomitees sowie als Präsident des Exekutivkomitees des Volksrates im Kreis Mureș, ehe er zwischen dem 27. März 1975 und dem 18. September 1981 als Präsident des Zentralrates zur Kontrolle der Arbeit wirtschaftlicher und sozialer Aktivitäten war.
Auf dem zwölften Parteitag der PCR vom 19. bis 23. November 1979 wurde Banc Mitglied des Politischen Exekutivkomitees des ZK sowie erneut Mitglied des Sekretariats des ZK. In diesen beiden Funktionen verblieb er bis zum vierzehnten Parteitag der PCR vom 20. bis 24. November 1989.

### Ehrungen und Auszeichnungen
Für seine langjährigen Verdienste wurde Banc mehrfach ausgezeichnet und erhielt unter anderem 1954 den Orden der Arbeit Dritter Klasse (Ordinul Muncii), 1957 den Stern der Volksrepublik Rumänien Dritter Klasse (Ordinul Steaua Republicii Populare Române), 1962 den Orden der Arbeit Erster Klasse, 1964 den Orden 23. August Dritter Klasse (Ordinul 23. August), 1966 den Orden Tudor Vladimirescu Zweiter Klasse (Ordinul Tudor Vladimirescu), 1969 den Orden für die Verteidigung des Vaterlandes (Apărarea Patriei), 1969 die Medaille zum 25. Jahrestag des befreiten Vaterlandes (Medalia A XXV-a aniversare a eliberării patriei), 1971 den Titel Held der sozialistischen Arbeit (Erou al Muncii Socialiste), 1971 den Stern der Sozialistischen Republik Rumänien Erster Klasse (Ordinul Steaua Republicii Socialiste România), 1974 den Orden für landwirtschaftliche Verdienste (Ordinul Meritul Agricol), 1981 den Orden für den Sieg des Sozialismus (Ordinul Victoria Socialismului) sowie 1984 die Medaille zum 40. Jahrestag der Revolution und der sozialen und nationalen, antifaschistischen und antiimperialistischen Befreiung (Medalia „A 40-a aniversare a revoluției de eliberare socială și națională, antifascistă și antiimperialistă“).